# 1860 Barbarossa
1860 Barbarossa este un asteroid din centura principală. A fost descoperit de astronomul elvețian Paul Wild, la 28 septembrie 1973.

## Caracteristici
1860 Barbarossa prezintă o orbită caracterizată de o semiaxă majoră egală cu 2,5680391 UA și de o excentricitate de 0,2014767, înclinată cu 9,92724° în raport cu ecliptica.

## Denumirea asteroidului
Asteroidul a primit numele lui Frederic I, cunoscut ca Barbarossa, împărat al Sfântului Imperiu Roman.